# 玉兴街道
玉兴街道，是中华人民共和国云南省玉溪市红塔区下辖的一个街道办事处，地处玉溪市中心中东部，东北与李棋街道接壤，东南与凤凰路街道相连，西南与玉带路街道毗邻，是市、区党政机关所在地，为红塔区乃至玉溪市的政治、经济和文化中心。辖区面积10.57平方公里，人口75619人（2010年第六次人口普查）。

## 历史
原属于州城镇。1998年12月28日，撤销州城镇分别建立玉兴路、玉带路、凤凰路3个街道办事处。1999年1月6日，正式挂牌成立。

## 自然状况
玉兴街道地势由东北向西南倾斜，海拔在1626.6～1839.4米之间，东西宽6.01公里，南北长1.76公里，总面积10.57平方公里。主要山川河流有徐家山、李家山、五脑山和玉溪大河、东风大河。
辖区属中亚热带半湿润冷冬高原季风气候，主导风向为东南风，年平均气温15.8℃，年日照时数2256.10小时，年平均降水量903.19毫米，无霜期296天。冬无严寒、夏无酷暑，气候宜人，适宜居住。

## 行政区划
玉兴街道下辖以下地区：
荷花社区、新兴社区、棋阳社区、右所社区、北苑社区、珊瑚社区、朱槿社区、玉州社区、聂耳社区、广文社区、文化社区、玉湖社区、瑞新社区和山水社区。

## 风景名胜
- 聂耳公园
- 荷花公园
- 聂耳文化广场，也称聂耳音乐广场

## 文物古迹
- 玉溪聂耳故居，云南省级重点文物保护单位
- 玉溪文庙
- 文昌宫
- 诸葛庙